# 65Goonz
65Goonz ist ein Rap-Duo aus Berlin-Wedding, bestehend aus OG Raijk und Polo65, das dem Berliner New-Wave-Hip-Hop zugerechnet wird und sich als mitverantwortlich für den neuen Trap-Sound bezeichnet.

## Geschichte
Das Duo lernte sich bei einem missglückten Fahrraddiebstahl kennen: OG Raijk wollte mit seinen Freunden ein Fahrrad klauen, das sich im Treppenhaus von Polo65 befand, wobei sie von Polos Vater erwischt wurden.
OG Raijk veröffentlichte bereits vor den 65Goonz eine EP (2018) auf SoundCloud. Ende 2019 wurde ihr gemeinsames erstes Video zur Single Atze veröffentlicht. Durch einen Instagram-Post entstand der Kontakt mit dem Produzenten Endzone, der eine Woche zuvor aus der Schweiz nach Berlin gezogen war. Es folgten die Singles Wedding Boyz und Goony Tales, sowie erste Auftritte, Interviews und Features.
Am 6. Mai 2020 erschien ihr erstes Mixtape, Your Local Finesser, im Januar 2021 ihr Debüt-Album Cash Me If U Can, das auf Platz 21 der deutschen Album-Charts einstieg.

## Diskografie (Auswahl)

### Alben
- 2020: Your Local Finesser (Mixtape, Digital, 2Live Entertainment)
- 2021: Cash Me If U Can (Album, CD, 2Live Entertainment)
- 2021: Goon Rich (Polo65 Solo EP, Digital, 2Live Entertainment)
- 2021: Trappin‘ Before Rappin‘ (OG Raijk Solo EP, Digital, 2Live Entertainment)
- 2022: Goon City (Album, CD, 2Live Entertainment)

### Singles
- 2019: Atze
- 2019: Wedding Boyz
- 2020: Goony Tales
- 2020: Packs auf mir feat. 102 Boyz
- 2020: Keine Zeit
- 2020: Heavy feat. Marvin Game
- 2020: Juice
- 2020: 65Goonz feat. Jaynbeats
- 2020: Langfinger Flow
- 2020: All meine Ni65az
- 2020: Fresh A.F. feat. Kwam.E
- 2020: 4 Schritte feat. Endzone, Tm, Ezco44
- 2020: Levis 501 feat. Kwam.E, Endzone
- 2020: 3Liter Jacky feat. Osama, Maazakayo
- 2020: Trap Teacher feat. Endzone
- 2020: 65x69 feat. Kana & Mavie, Petit Gagnoa
- 2020: Dry
- 2020: Blocksound (Remix) feat. Osama, Tarek & Zenci
- 2020: Looping feat. Brudi030
- 2020: Mr. Handsome
- 2021: Good Dope
- 2021: Outfit (Solo Polo65)
- 2021: Fick den Mittelmann (Solo OG Raijk)
- 2021: Gefährlich (Solo Polo65)
- 2021: Dreams (Solo Polo65)
- 2021: Alles was ich weiss (Solo OG Raijk)
- 2021: Allrounder (Solo Polo65)
- 2021: Link Up feat. Endzone, Tarek & Zenci
- 2021: Bauchweh (Solo Polo65)
- 2021: Young OG (Solo OG Raijk)
- 2021: Ich hab (Solo Polo65)
- 2021: Goonz (Solo OG Raijk)
- 2021: 426541 feat. Jaynbeats, Mike Moto, MX42, Gideon Trumpet
- 2021: Kein Kombi feat. Doppel RR
- 2021: Dopedealer (Solo Polo65 feat. YuPanther)
- 2021: Ballin (Solo OG Raijk)
- 2021: Kush (Remix) feat. J2Lasteu, VillaBanks
- 2021: Dopeboys feat. Robin Rozay
- 2021: Goon Fever
- 2021: Trappin Ain’t Dead feat. Endzone